# Arthur Bolton
Arthur Frederick Bolton (21 tháng 11 năm 1912 – 2001) là một cầu thủ bóng đá người Anh thi đấu ở vị trí tiền đạo cho Sunderland.